# Wąsosz, Tỉnh West Pomeranian
Wąsosz [ˈvɔ̃sɔʂ] (tiếng Đức: Bruchhof) là một ngôi làng thuộc khu hành chính của Gmina Złocieniec, thuộc quận Drawsko, West Pomeranian Voivodeship, ở phía tây bắc Ba Lan. Nó nằm khoảng 6 kilômét (4 mi)   về phía đông nam của Złocieniec, 20 km (12 mi) về phía đông của Drawsko Pomorskie và 101 km (63 mi) về phía đông của thủ đô khu vực Szczecin.
Trước năm 1945, khu vực này là một phần của Đức. Đối với lịch sử của khu vực, xem Lịch sử của Pomerania.
Làng có dân số 10 người.